# Tomasz Kokott
Tomasz Kokott (ur. 24 września 1983 w Zabrzu) – polski grafik, malarz i projektant.

## Życiorys
Urodził się w Zabrzu, gdzie do dziś mieszka i tworzy. Wśród jego przodków można znaleźć najbardziej znanego polskiego reprezentanta prymitywizmu Teofila Ociepkę z Grupy Janowskiej, oraz francuskiego malarza polskiego pochodzenia, portrecistę Paula Merwarta. W 2003 roku ukończył klasę o profilu wystawienniczym w  Liceum Sztuk Plastycznych w Zabrzu, naukę kontynuował na Wydziale Artystycznym Uniwersytetu Śląskiego w Cieszynie, gdzie w 2008 roku uzyskał tytuł magistra sztuki z dziedziny Grafiki Warsztatowej i Projektowania Graficznego. Swoją wiedzę postanowił poszerzyć na studiach podyplomowych – w 2010 roku ukończył kierunek Architektura Wnętrz i Wzornictwo na wydziale Architektury Politechniki Śląskiej. Początkowo realizował się jako projektant znaków identyfikacji wizualnej w zabrzańskiej firmie Wirtualia. Na przełomie lat 2011 i 2012 zajmował się projektowaniem i realizacją wystaw czasowych w Muzeum Śląskim w Katowicach. Od 2012 pracuje jako specjalista ds. realizacji projektów w  Willi Caro – jednym z oddziałów Muzeum w Gliwicach. Jest członkiem Związku Polskich Artystów Plastyków (ZPAP) okręgu Gliwicko-Zabrzańskiego. Od czasu ukończenia studiów nieustannie tworzy nowe dzieła sztuki. Posługuje się takimi technikami jak malarstwo akrylowe, kolaż, asamblaż czy linoryt. W swoich pracach często używa także narzędzi grafiki komputerowej.

## Nagrody i wyróżnienia
- 2016 – Nominacja do nagrody V Międzynarodowego Biennale Obrazu „Quadro – Art", Łódź
- 2011 –
  - Półfinalista konkursu Mcdonald’s na strój pracownika restauracji.
  - III nagroda, Triennale Malarstwa „Animalis”, Chorzów.
- 2009 – 
  - Nominacja do Grand Prix i nagroda regulaminowa Katowickiego Triennale Grafiki Polskiej
  - Wyróżnienie w konkursie na projekt butelki Calvina Kleina miesięcznika Glamor
- 2007 – Wyróżnienie za animację komputerową „Zrób to sam„ I Biennale Małych Form Racibórz
- 2001 – I nagroda w konkursie „Przyjaciel Ziemi” Zabrze
- 1999 – Laureat wyróżnienia w Takasaki International Art. & Music Competition for High School Students. Japon

## Wystawy zbiorowe
- 2017 – 
  - Wystawa członków ZPAP okręgu Gliwicko-Zabrzańskiego, Bielsko Biała
  - XXVI edycji konkursu PRACA ROKU 2016 ZPAP Galerii ArtNova2, Katowice
  - III Międzynarodowy konkurs artystyczny Pejzaż współczesny, Częstochowa
  - Wystawa zbiorowa członków Związku Polskich Artystów Plastyków Okręgu Gliwicko-Zabrzańskiego, Bielsko Biała
- 2016 – 
  - XXIX Plener Miejski Abstrakcjonizm, Częstochowa
  - Ogólnopolskie Biennale Sztuki – 44 Salon Zimowy
  - V Międzynarodowe Biennale Obrazu „Quadro – Art, Łódz
- 2014 – V Ogólnopolski Konkurs na Obraz dla Młodych Malarzy im. Mariana Michalika, Triennale Malarstwa, MGS, Częstochowa
- 2011 
  - Trie–nnale Malarstwa „Animalis”, Chorzów
  - Wystawa Grafiki klub „Po schodach” Zabrze
  - „Sześcioplaczaści” wystawa grafiki  G/C/O/P, Gliwice
  - „Zobacz grafikę moimi oczami”, Galeria ZPAP, Gliwice
- 2009 – 7 Triennale Grafiki Polskiej w Katowicach, BWA, Katowice
- 2008 – Ośrodek Kultury – Dom Narodowy, zbiorowa wystawa rysunku „Maszyna”, Cieszyn
- 2007 – 
  - VII Międzynarodowy Konkurs Graficzny na Ekslibrys, Biblioteka Miejska, Gliwice
  - Wystawa studentów pracowni Krzysztofa Pasztuły Pałac Młodzieży, Katowice
  - Biennale Małych Form, Racibórz
- 2006 – 
  - Grand Prix Młodej Grafiki Polskiej,  Bunkier Sztuki, Kraków
  - Wystawa „Litografia z Cieszyna” , Skansen górniczy „Królowa Luiza”, Zabrze
  - Fotografie z pracowni instytutu sztuki w Cieszynie, Ośrodek Kultury, Brzeszcze
- 2004 – XIV Krajowy Salon Fotografii Artystycznej,  Żary
- 2003 – „ Muzyczny Exlibris” wystawa pokonkursowa, Biblioteka Śląska, Katowice

## Wystawy indywidualne
- 2013 – „Nieforemni” G/C/O/P, Gliwice
- 2011 – „Zobacz grafikę moimi oczami „ G/C/O/P, Gliwice
- 2009 – ARTnoc -Wieczór otwartych Galerii, Galeria Art Studio, Gliwice
- 2007 – Wystawa grafiki Dom Kultury „Tęcza”, Tychy